# Lourenço Vasques Cardoso
Lourenço Vasques Cardoso (1300 -?) foi um nobre e Cavaleiro medieval do Reino de Portugal, onde foi Senhor da Honra  e Quinta dos Cardoso, tendo vivido no tempo do rei D. Afonso IV de Portugal.

## Relações familiares
Foi filho de Vasco Ermigues Cardoso (1220 -?). Foi pai de:
1. Vasco Lourenço Cardoso (1330 -?)